# 巴特勒鎮區 (愛荷華州斯科特縣)
巴特勒鎮區（英語：Butler Township）是位於美國愛荷華州斯科特縣的一個行政鎮區。

## 地方資料
根據2010年美國人口普查的數據，巴特勒鎮區的面積為89.10平方千米，當中陸地面積為88.54平方千米，而水域面積為0.56平方千米。當地共有人口3454人，而人口密度為每平方千米38.77人。